# Yutaka Demachi
Yutaka Demachi (japonès: 出町豊)  (17 de febrer de 1935) és un ex-jugador de voleibol japonès que va competir durant la dècada de 1960. El 1964 va prendre part en els Jocs Olímpics de Tòquio, on guanyà la medalla de bronze en la competició de voleibol.